# Clemente Benedettucci
Padre Clemente Benedettucci (Montelupone, 4 luglio 1850 – Recanati, 13 gennaio 1949) è stato un religioso, letterato e bibliotecario italiano.
Fu un grande studioso della vita e delle opere di Giacomo Leopardi ed è ricordato per la sua dedizione alla formazione dei giovani e per l'immenso patrimonio culturale lasciato a disposizione di studenti e ricercatori.

## Biografia
Figlio di Nicola e Maria Baiocco, ebbe una sorella da lui amatissima, Anna, nata a Montelupone il 19 febbraio 1852. Dopo aver frequentato le scuole comunali, per le sue spiccate capacità di memoria e di intelligenza, fu mandato giovanissimo, dal 1860 al 1869, in un rinomato collegio di Osimo per gli studi classici e la formazione religiosa. Nel 1872 si iscrisse all'Università di Macerata, conseguendo la laurea in Giurisprudenza e iniziando un tirocinio da procuratore, ma nel 1875 abbandonò la vita civile per abbracciare quella religiosa e sacerdotale. Studiò privatamente Teologia e fu ordinato sacerdote a Roma il 28 gennaio 1877 dal cardinale Raffaele Monaco La Valletta; venne poi accolto nella Congregazione Filippina di Recanati dal Padre Bianchi e divenne sacerdote filippino con il nome di "Padre Clemente Benedettucci C.O." Nel 1882, all'età di trentadue anni, divenuto Superiore della Congregazione Filippina di Recanati, si dedicò alla rinascita materiale e spirituale dell'Oratorio, grazie anche ai possedimenti ricevuti in eredità. Fra i suoi chierichetti vi fu anche Beniamino Gigli.Nei primi anni Venti iniziò ad acquistare una serie di immobili per la creazione di luoghi di aggregazione, dove coltivare il proprio impegno educativo e sociale, promuovendo tra i giovani le rappresentazioni teatrali, le proiezioni cinematografiche e le attività musicali e sportive. Nel 1930 fece costruire un edificio, attiguo alla Porta S.Filippo, per la necessità di sistemare la propria imponente biblioteca. Durante la sua lunga vita collezionò moltissimo materiale letterario, storico e artistico riguardante il poeta Giacomo Leopardi, la Santa Casa di Loreto, la storia di Recanati e del Piceno. Tenne sempre aperta la biblioteca agli studiosi, ricevendo personalità illustri e ricercatori celebri, nell'annuale convegno organizzato il 29 giugno. Particolarmente legato all'ambiente politico recanatese, emerse anche nella vita pubblica cittadina, venendo eletto ripetutamente dal 1902 al 1914 consigliere comunale e componente della Giunta; Prosindaco dal 1907 al 1910, e nel 1929 nominato Cavaliere. 
Il 4 Luglio del 1940, all'età di novant'anni, la cittadinanza recanatese gli conferì il diploma di commendatore, con una cerimonia solenne. Morì il 13 gennaio 1949 all'età di 98 anni, lasciando in eredità una Biblioteca di straordinario valore.

## Opere
- Vecchie pagine di bibliografia leopardiana, Recanati 1882 e 1938;
- Biblioteca recanatese, Recanati, 1898;
- Scritti editi sconosciuti di G. Leopardi, Recanati, 1898
- Ricerche per quadri di Raffaello Donali a Loreto, in "Atti e memorie della Deputazione di Storia Patria per le Marche ", 1930, fase. in, pp, 175-189
- La chiesa di S. Giovanni in Pertica di Recanati e il sepolcro del beato che vi si venera, Recanati, 1935

Padre Clemente per molti anni partecipò alla realizzazione della rivista recanatese “Il Casanostra”, pubblicazione di storia e cultura locale.